# Macrocarpaea xerantifulva
Macrocarpaea xerantifulva är en gentianaväxtart som beskrevs av Jason Randall Grant. Macrocarpaea xerantifulva ingår i släktet Macrocarpaea och familjen gentianaväxter. Inga underarter finns listade i Catalogue of Life.